# Julie Nicolaes
Julie Nicolaes (* 1. Januar 2004 in Boorsem) ist eine belgische Radsportlerin, die vorrangig in den Kurzzeitdisziplinen auf der Bahn startet.

## Sportlicher Werdegang
2021 wurde Julie Nicolaes belgische Junioren-Meisterin. In Tel Aviv errang sie in Sprint und 500-Meter-Zeitfahren jeweils die Bronzemedaille. Bei den Junioren-Europameisterschaften 2022 holte sie Silber im Zeitfahren und Bronze im Sprint, 2023 erneut. 2023 erhielt sie zudem einen Vertrag beim Team Lotto Dstny Ladies, bis einschließlich 2024 nahm sie jedoch mit dem Team an keinem internationalen Straßenradrennen teil.
2024 wurde Nicolaes belgische Meisterin der Elite im Zeitfahren. Im Juli des Jahres wurde sie für die Teilnahme an den Olympischen Spielen 2024 in Paris nominiert. Dort schied sie im Keirin und im Sprint jeweils im Hoffnungslauf aus.

## Erfolge
2021
- Belgische Junioren-Meisterin – 500-Meter-Zeitfahren

2022
- Junioren-Weltmeisterschaft – Sprint, 500-Meter-Zeitfahren
- Junioren-Europameisterschaft – 500-Meter-Zeitfahren
- Junioren-Europameisterschaft – Sprint

2023
- U23-Europameisterschaft – 500-Meter-Zeitfahren

2024
- Belgische Meisterin – 500-Meter-Zeitfahren